# Харвард (Илиноис)
Харвард (енгл. Harvard) град је у америчкој савезној држави Илиноис. По попису становништва из 2010. у њему је живело 9.447 становника.

## Демографија
Према попису становништва из 2010. у граду је живело 9.447 становника, што је 1.451 (18,1%) становника више него 2000. године.
| Група             | 2000.         | 2010.         |
| Белци             | 4.741 (59,3%) | 4.901 (51,9%) |
| Афроамериканци    | 68 (0,9%)     | 85 (0,9%)     |
| Азијати           | 114 (1,4%)    | 70 (0,7%)     |
| Хиспаноамериканци | 3.023 (37,8%) | 4.270 (45,2%) |
| Укупно            | 7.996         | 9.447         |